# 성남정
성남정(星南亭)은 경상북도 안동시 일직면 망호리에 있다. 2010년 3월 12일 안동시의 문화유산 제30호로 지정되었다.